# Ropuška baleárská
Ropuška baleárská (Alytes muletensis, také Baleaphryne muletensis) je žába z čeledi pestrankovití (Discoglossidae) a rodu ropuška (Alytes). Druh popsali Borja Sanchíz a Rafel Adrover v roce 1979 na základě subfosilií. I když se myslelo, že druh vyhynul v období pleistocénu, reliktní populace byla objevena v roce 1980. Dle Mezinárodního svazu ochrany přírody je hodnocena jako ohrožený druh.

## Výskyt
Ropuška baleárská obývá vápencové pohoří Serra de Tramuntana na severu Mallorcy v oblastech o celkové rozloze 10 km2. Žije v potocích o teplotě 9 až 22 °C v krasových oblastech, běžně se ukrývá pod kameny a v úžlabinách. Maximální nadmořská výška, ve které se vyskytuje, je 850 m n. m. V jejím areálu výskytu obyčejně spadne 1 000 až 2 000 mm srážek ročně.

## Popis
Ropuška baleárská je malá žába, samci měří 34,7 mm, samice až 38 mm. Žába má poměrem k tělu velkou hlavu se zakulaceným čenichem. Rovněž nohy s prsty jsou poměrem k tělu dlouhé. Parotidy dosahují pouze malé velikosti. Oči jsou velké a mají zlatavé zbarvení, zornice je malá a svislá. Na hřbetě má tento druh bradavice, kůže je jinak hladká a lesklá. Zbarvení tohoto druhu je proměnlivé, přičemž nejčastější barva je zlatozelená, obvykle s olivovými až černými skvrnkami, které se liší velikostí a tvarem, ventrální strana je bílá. Mezi očima se často rozvíjí černý trojúhelník. U tohoto druhu není vyvinut zřetelný pohlavní dimorfismus.
Pulci dosahují po vylíhnutí velikosti asi 18 mm, za několik týdnů měří přes 7 cm.

## Chování
Ropuška baleárská je noční živočich. Živí se především bezobratlými, jako jsou žížaly nebo brouci. Rozmnožování tohoto druhu probíhá podobně jako u všech žab patřící do rodu Alytes, výsledek reprodukce závisí na nadmořské výšce; ve výše položených oblastech jsou žáby úspěšnější, protože zde žije méně predátorů. Převážně na začátku noci, někdy i ve dne, samci přivolávají samice melodickým zvukem „pi, pi, pi”. Po spáření, které probíhá na souši, si samec omotá 7–20 vajíček měřících 5,4–7 mm v řetězcích okolo zadních nohou. Samce s vajíčky lze většinou nalézt v květnu až červnu. Opatrovává je asi 1 měsíc, poté se z nich od června do září vylíhnou pulci, jsou však známá i mláďata, která se vylíhla v prosinci, přezimovala a dovyvinula se příští rok. Jinak tento druh nehibernuje.

## Ohrožení

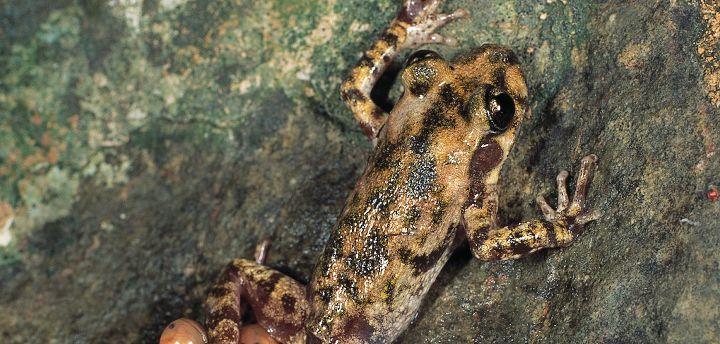
Ropuška baleárská

Dle Mezinárodního svazu ochrany přírody (IUCN) je ropuška baleárská hodnocena jako ohrožený druh, avšak se stoupající populací. V oblasti jejího výskytu žije podle IUCN 500–1 500 párů ropušek baleárských. Nebezpečí představuje především dovlečení užovky maurské (Natrix maura), jejíž hlavní potravou jsou různí obojživelníci včetně jejich mláďat a na Mallorce tvoří ropušky hlavní část její potravy. Dalším nebezpečným nepůvodním druhem pro ropušku je skokan Perézův (Pelophylax perezi), se kterým musí soupeřit o prostor. Menší hrozbu představuje turismus a rozrůstání lidských sídel. Od roku 1988 začal probíhat chovný program v zoo v Jersey, díky kterému bylo do volné přírody introdukováno několik populací. Roku 2004 byl objeven dospělec, který uhynul na následky nakažení primitivní houbou Batrachochytrium dendrobatidis. V následné studii 21 populací byly 4 z nich nakaženy touto plísní, z toho ve dvou téměř všichni jedinci. Zjistilo se, že tato houba se dostala na Mallorcu společně s infikovanou populací ze zoo v Jersey. V roce 2002 byl program reintrodukce z Jersey zastaven a od roku 2004 bylo vypouštění kvůli detekovaným chorobám zcela zastaveno.
Nutností pro zachování tohoto druhu bude pokračující monitoring populace kvůli zjištění houby Batrachochytrium dendrobatidis a také vyhubení užovky maurské z ostrova.